# Razjeda v ustih
Razjeda v ustih  je razjeda, ki nastane na sluznici ustne votline. V nekaterih virih je sopomenka za razjedo v ustih tudi afta, po drugih definicijah pa je afta nenalezljiva razjeda v ustih, pri kateri vzrok ni sistemska bolezen.
Pojavljajo se pogosto, povzročajo pa jih različne bolezni in nastanejo zaradi različnih patoloških mehanizmov. Pogosto v ozadju ne obstaja resnejše bolezensko stanje. Redko je razjeda v ustih, ki se ne zaceli, znak rakave bolezni. Lahko se pojavijo posamično, lahko pa nastane v ustni votlini tudi več razjed hkrati. Razjede lahko vztrajajo dlje časa bodisi zaradi vnetnega procesa ali pa sekundarne okužbe.
Najpogostejše so razjede zaradi lokalne poškodbe sluznice (na primer ob ugrizu v notranjo steno ustne votline, poškodbe pri ščetkanju zob itd.) ali kot posledica aftoznega stomatitisa. Tudi nekatera zdravila, kot so nesteroidna protivnetna zdravila in zdravila z nikotinom za oralno uporabo, lahko povzročijo razjede v ustih.

## Definicija
Razjeda ali ulkus pomeni površinsko prekinitev kože ali sluznice zaradi propada epitelija. Pri razjedi v ustih je prizadeta sluznica ustne votline. Sega globlje v podsluznico, lahko tudi do mišičnega tkiva ali pokostnice. Prizadene globlje plasti kot erozija ali ekskoriacija, saj zajema epitelij in sliznici lastno plast (lamino proprio).
Erozija je plitkejši defekt kože ali sluznice; erozija sluznice pomeni manjek le povrhnjih epitelijskih celic sluznice oziroma sega največ do bazalne membrane, ki meji na sluznici lastno plast. Celijo se brez brazgotinjenja.
Za defekt sluznice (ali kože), globlji od erozije in plitkejši od razjede, se včasih uporablja tudi izraz ekskoriacija. Gre za poškodbo epitelija, ki poteka tangencialno s papilami sluznici lastne plasti (izbočenja sluznici lastne plasti v epitelij, ki vsebujejo krvne žile), zato so vidne pikčaste krvavitve.

## Vzroki
Razjede v ustih lahko nastanejo zaradi različnih vzrokov, in sicer so lahko posledica mehanične poškodbe ali draženja, sevanja, okužbe, zdravil, vnetnega dogajanja, lahko pa vzrok ostane nepojasnjen.

### Poškodba sluznice
Ustna razjeda je lahko posledica poškodbe, ki je lahko mehanična, kemična, električna ali toplotna. Mehanična poškodba lahko nastane na primer ob ugrizu notranje stene ustne votline, poškodbi z zobno ščetko, trdo hrano itd. Najpogosteje je prizadeta bukalna (lična) sluznica, pogoste so mehanične razjede tudi na jeziku ali spodnji ustnici. Lahko pa razjeda nastane tudi kot posledica toplotne, kemične ali električne opekline.

### Okužbe
Razjedo v ustih lahko povzročijo virusne, bakterijske ali glivne okužbe. Bakterijski bolezni, ki se lahko kažeta z razjedami v ustih, sta na primer sifilis in tuberkuloza. Virusni povzročitelji so lahko različni herpesvirusi (virus herpesa simpleksa, virus noric, citomegalovirus); razjede ustne sluznice se pojavljajo tudi pri bolezni dlani, podplatov in ust.